# Baranjski pučki pjesnici
Baranjski pučki pjesnici, edicija knjiga Hrvatsko-mađarskog kulturnog centra Općine Bilje pokrenuta 2005. godine. Dosad su izdane zbirke pjesama:
1. Tomo Bagarić: Mojoj Baranji
2. Adam Bešlin: Baranjo, u srcu te nosim
3. Mato Martinković: Kao da sanjam

Izvor:
- Osječki dom, VI, 720, 36 - Osijek, 16-18. VII. 2005.